# تامی آبراهام
کوین اوگنتگا تمرتئبی باکومو آبراهام (به انگلیسی: Kevin Oghenetega Tamaraebi Bakumo-Abraham؛ زادهٔ ۲ اکتبر ۱۹۹۷) بازیکن فوتبال اهل انگلستان است که به صورت قرضی برای باشگاه بشیکتاش بازی می‌کند.

## سابقه باشگاهی

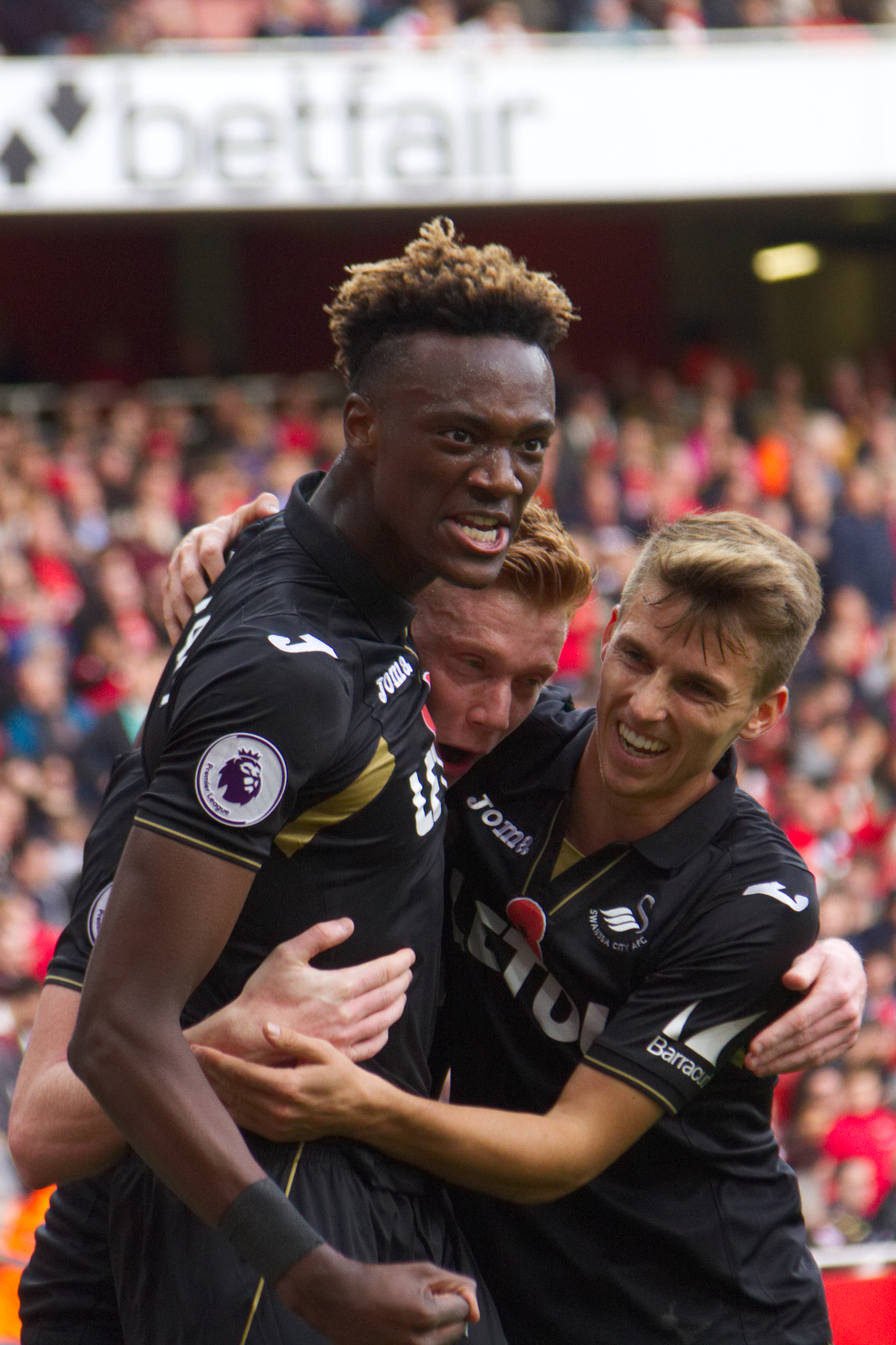
آبراهام در حال شادی پس از گل

از باشگاه‌هایی که در آن بازی کرده‌است می‌توان به چلسی، بریستول سیتی، سوانزی سیتی ، استون ویلا و آ.اس.رم اشاره کرد.
او در ترکیب تیم ملی انگلستان در پست مهاجم بازی می‌کند.
ابراهام که فارغ‌التحصیل آکادمی چلسی است، پیش از گذراندن یک فصل به صورت قرضی با باشگاه بریستول سیتی، اولین بازی خود را در سال ۲۰۱۶ انجام داد. در آنجا، وی از عملکرد موفقی داشت که او را به پیروزی رساند و بازیکن باشگاه این فصل، بازیکن جوان این فصل و جوایز بهترین گلزن را بدست آورد و به اولین بازیکنی تبدیل شد که در یک فصل واحد این کار را انجام داده‌است. طلسم دیگری در سوانسی سیتی برای ابراهام به وجود آمد اما فصل به پایان رسید. وی سپس در سال ۲۰۱۸ به استون ویلا پیوست و اولین بازیکن از سال ۱۹۷۷ شد که در یک کمپین واحد برای این باشگاه ۲۵ گل به ثمر رساند.
ابراهام که قبلاً بازیکن بین‌المللی جوانان انگلیس بود، کشور را از سطح زیر ۱۸ سال معرفی می‌کرد و در مسابقات قهرمانی زیر ۲۱ سال اروپا یوفا در لهستان حضور داشت. او اولین بازی برای تیم اول خود را در نوامبر ۲۰۱۷ انجام داد.

## عملکرد باشگاهی
۲۰۰۴–۱۶:دوره جوانان
آبراهام در سطح زیر ۸ سال به چلسی پیوست و از طریق سیستم آکادمی این باشگاه پیشرفت کرد. او بخشی از تیم جوانان چلسی بود که در لیگ‌های جوانان یوفا و جام حذفی جوانان در سال‌های ۲۰۱۵ و ۲۰۱۶ پیروزی‌های متوالی را به ثبت رساند. ابراهام در نسخه ۲۰۱۵–۱۶ لیگ جوانان یوفا، با زدن ۸ گل در ۹ مسابقه، وی را به عنوان دومین گلزن برتر این مسابقات در پشت روبرتو نایز بدست آورد.
او فرم خود را به جام حذفی جوانان وارد کرد و در پیروزی چلسی مقابل منچسترسیتی در فینال در ماه آوریل، گل پیروزی را به ثمر رساند. در طول فصلهای ۱۵–۲۰۱۴و۱۶–۲۰۱۵، ابراهام در ۹۸ بازی ۷۴ گل در تمامی مسابقات برای تیم‌های مختلف جوانان چلسی به ثمر رساند. شکل او در سطح جوانان توجه مربی موقت گاس هیدینگ را به خود جلب کرد که از او دعوت کرد تا در انتهای فصل ۲۰۱۵–۱۶ با تیم بزرگسالان تمرین کند. در ۱۱ مه ۲۰۱۶، ابراهام اولین گل خود در چلسی را به تساوی ۱–۱ لیگ برتر با لیورپول به ثمر رساند و در دقیقه ۷۴ جایگزین برتراند تراوره شد. آبراهام سپس هفته بعد اولین بازی خانگی خود را در استمفورد بریج انجام داد، بار دیگر به عنوان جایگزین نیمه دوم برای تراوره در تساوی ۱–۱ با قهرمان لیگ برتر لستر سیتی قرار گرفت.

#### ۲۰۱۶–۱۷:دوره قرضی در بریستول سیتی
در ۵ اوت ۲۰۱۶، ابراهام با وام فصلی از چلسی به باشگاه بریستول سیتی پیوست. او روز بعد اولین گل خود را برای این باشگاه رقم زد جوش براون هیل اولین بازیکن سیتی را به ثمر رساند تا اولین گل سیتی را با نتیجه ۲ بر یک از پیروزی ویگان اتلتیک به ثمر برساند، اگرچه این گل بعداً به جای هورتور مگنوسون تعلق گرفت. او در بازی دوم خود تنها یک گل این مسابقه را در پیروزی ۱–۰ مقابل وایکومب واندررز به ثمر رساند و به بریستول سیتی کمک کرد تا به مرحله دوم جام EFL برسد.
هفته بعد، در ۱۳ اوت، او اولین پیروزی حرفه ای خود را در پیروزی ۲–۱ برابر برتون آلبیون از جمله گلزن آخرین لحظه به ثمر رساند. در ماه سپتامبر، ابراهام چهارمین گل خود را در مقابل شفیلد ونزدی به ثمر رساند، اگرچه در نهایت بریستول سیتی شکست خورد. او در طول یک ماه دو گل دیگر به ثمر رساند که وی را به عنوان بهترین بازیکن ماه بریستول سیتی برای ماه سپتامبر معرفی کرد. او همچنین در ماه سپتامبر به عنوان بازیکن جوان ماه چمپیونشیپ معرفی شد.
در تاریخ ۳۱ ژانویه ۲۰۱۷، ابراهام شانزدهمین گل خود را در تساوی ۲–۲ مقابل شفیلد ونزدی به ثمر رساند، که او را با شکستن رکورد مهاجم سابق فولام، موسی دمبله، برای بیشترین گل‌های یک نوجوان از آغاز دوران قهرمانی لیگ فوتبال، شکست. ابراهام فصل را با ۲۳ گل به نام خود خاتمه داد، در رده دوم زیر کریس وود از لیدز یونایتد قرار گرفت، زیرا بریستول سیتی فصل را در رده هفدهم به پایان رساند و بدین ترتیب از سقوط اجتناب کرد. عملکردهای او در طول فصل نیز او را به عنوان بازیکن سال بریستول سیتی، بازیکن جوان سال و جوایز برتر گلزنان به دست آورد. با انجام این کار، او اولین بازیکنی بود که موفق به کسب هر سه جایزه در همان فصل شد.

#### ۲۰۱۷–۱۸:دوره قرضی در سوانزی سیتی
در تاریخ ۴ ژوئیه ۲۰۱۷، چلسی اعلام کرد که ابراهام قرارداد ۵ ساله جدیدی با این باشگاه امضا کرده‌است و بعداً در همان روز با وام فصلی به باشگاه لیگ برتری سوانسی سیتی پیوست. او اولین بازی خود را در تاریخ ۱۲ اوت در یک تساوی ۰–۰ با ساوتهمپتون انجام داد. ده روز بعد، او اولین گل خود را در پیروزی ۴–۱ در چمپیونشیپ مقابل تیم لیگ یکی، میلتون کینز دونز پیش از به ثمر رساندن اولین گل لیگ برتر خود در بازی بعدی خود، به ثمر رساند و در پیروزی ۲–۰ مقابل کریستال پالاس گلزنی کرد.
در ۱۴ اکتبر سال ۲۰۱۷، او با پیروزی ۲–۰ مقابل هادرسفیلد که اولین سکوی خانگی خود در این فصل بود، را تضمین کرد. هر دو باشگاه و بازیکن پس از آن برای شکل‌گیری تلاش می‌کردند، اما ابراهام تا پایان سال نتوانسته بود به تعداد گل‌های خود اضافه کند. در ۶ فوریه ۲۰۱۸، ۸۲۵ دقیقه ای بدون گل، ابراهیم با گلزنی دو بار به گل تساوی برگشت و دو گل دیگر را در برد ۸–۱ جام حذفی دور چهارم مقابل ناتس کانتی به ثمر رساند.نتیجه همچنین بزرگترین برد سوانزی در این رقابت‌ها بود.
در ۷ آوریل، او اولین گل لیگ خود را از زمان دابل شدن در اکتبر به ثمر رساند. گل او با تساوی دیرهنگام برابر وست بروم به سوانسی دست یافت و این باشگاه را به امتیاز نزدیکتر از امنیت منطقه سقوط تبدیل کرد، هرچند که در نهایت در روز پایانی فصل به دنبال شکست مقابل استوک سیتی سقوط کردند. ابراهیم در طول ۳۹ بازی در طول مسابقات در طول طلسم خود با این باشگاه ۸ گل به ثمر رساند.

#### ۲۰۱۸–۱۹:دوره قرضی در استون ویلا
پس از بازگشت از سوانسی، مربی جدید چلسی، مائوریزیو ساری اعلام کرد که وی قصد دارد ابراهام را در چلسی نگه دارد و وی را در ترکیب تیم دوم این باشگاه به منچسترسیتی قرار داد. در تاریخ ۳۱ اوت، او بار دیگر به صورت قرضی به خارج از چلسی اعزام شد و دوباره به مسابقات چمپیونشیپ بازگشت تا در استون ویلا برای باقی مانده فصل قرارداد امضا کند.
او در ۱۵ سپتامبر اولین بازی خود را برای این باشگاه انجام داد و در یک تساوی ۱–۱ با بلکبرن روورز آغاز شد و چهار روز بعد در پیروزی ۲–۰ مقابل روتهام یونایتد در اولین بازی خانگی خود اولین گل خود را به ثمر رساند. در ۲۸ نوامبر، او ۴ گل در تساوی ۵–۵ با ناتینگهام فارست در لیگ به ثمر رساند. اولین باری که در این مسابقه ویلا پارک به تساوی رسیده بود. با انجام این کار، او اولین بازیکن استون ویلا شد که در یک مسابقه تنها در یک بازی قرن ۲۱، چهار گل به ثمر رساند. وی بعداً بعد از به ثمر رساندن شش گل در چهار بازی برای ماه، به عنوان بازیکن ماه برای ماه نوامبر مسابقات انتخاب شد.
ابراهام در پایان سال ۱۶ گل در ۲۰ بازی به ثمر رسانده بود و بهترین گلزن چمپیونشیپ بود. فرم قدرتمند او باعث گمانه زنی‌ها برای بازگشت او به چلسی شد که با توجه به گلزنی در این باشگاه این گزینه را تا ۱۴ ژانویه ۲۰۱۹ حفظ کرد. بعداً مشخص شد که وولورهمپتون واندررز، در لیگ برتر نیز رویکرد خود را امضا کرده‌است، هرچند که قوانین فیفا ممنوعیت حضور یکی از سه باشگاه در یک فصل را بر هرگونه اقدام بالقوه تردید می‌کند. پس از یک هفته گمانه زنی‌های رسانه ای پیرامون آینده خود، طبق گزارش وی، وی وام را به دلیل ماندن در ویلا برای باقی مانده فصل، وام را به سمت گرگها رد کرد. در ۲۶ ژانویه، او با پیروزی ۲–۱ مقابل ایپسویچ، یک گل به ثمر رساند و با این کار اولین بازیکنی شد که از سال پنگو وارینگ در سال ۱۹۳۳ به ثمر رساند و در هفت بازی خانگی متوالی برای این تیم گلزنی کرد.
ماه بعد، او اولین بازیکن بعد از پیتر ویته در سال ۱۹۸۱ شد که در یک فصل تنها ۲۰ گل برای این باشگاه به ثمر رساند وقتی که در یک تساوی ۳–۳ با شفیلد یونایتد یک گل به ثمر رساند. در تاریخ ۳۰ مارس، ۵۰مین گل خود در لیگ چمپیونشیپ را به ثمر رساند که با نتیجه ۲ بر ۱ به نفع بلکبرن خاتمه یافت. در ماه آوریل، آبراهام پس از به ثمر رساندن گل در پیروزی ۲–۰ مقابل بولتون واندررز، اولین بازیکن ویلا شد که از اندی گری در سال ۱۹۷۷، ۲۵ گل در یک فصل به ثمر رساند. گل او همچنین به باشگاه در رکورد ۹ پیروزی پیاپی خود که در سال ۱۹۱۰ برگردانده شد، کمک کرد. او بعداً در تیم منتخب سال قبل معرفی شد تا استون ویلا را در پیشبرد صعود به لیگ برتر، یک بار در بازی رفت مرحله نیمه نهایی برابر وست بروم به ثمر برساند. او این رقابت‌ها را با ۲۶ گل در ۴۰ بازی به پایان رساند که دومین بازیکن لیگ در پشت تیمو پوکی مهاجم نورویچ سیتی است.

###### ۲۰۱۹-اکنون:بازگشت به چلسی
پس از اتمام دوره خود، آبراهام به پیراهن شماره ۹ که قبلاً توسط امثال جیمی فلوید هاسلبینک، جیانلوکا ویالی، فرناندو تورس، مارک اشتاین و هرنان کرسپو پوشیده بود، به چلسی بازگشت. او اولین حضور خود در این فصل را به عنوان جانشینی در سوپر جام یوفا ۲۰۱۹ برابر لیورپول در تاریخ ۱۴ اوت انجام داد و یک پنالتی را در وقت‌های اضافی به دست آورد، از آن زمان جورجینیو به ثمر رساند تا امتیازات را در ۲–۲ تساوی دهد و مسابقه را به یک پنالتی ارسال کند. شلیک کردن پس از آن ابراهام در ضربات پنالتی تصمیم‌گیری کرد، اما تلاش او توسط آدریان نجات داده شد و نتیجه آن این بود که چلسی بازی را با نتیجه ۵–۴ از دست داد. پس از مسابقه، وی در توییتر قربانی سوء استفاده نژادی شد.
ده روز بعد، آبراهام اولین گل‌های چلسی خود را به ثمر رساند که در یک پیروزی ۳–۲ برابر نورویچ سیتی بود. ماه بعد، در طی پیروزی ۵ بر ۲ مقابل وولورهمپتون واندررز، او اولین هتریک را در چلسی انجام داد، پیش از آنکه در نیمه دوم مسابقه یک گل به خودی به ثمر برساند. با انجام این کار، در سن ۲۱ سال و ۳۴۷ روز، وی جوانترین بازیکنی بود که در یک بازی برای این باشگاه در دوره لیگ برتر، سه گل به ثمر رساند. او اولین گل خود در لیگ قهرمانان اروپا را با نتیجه ۲ بر یک به سود لیل در ۲ اکتبر به ثمر رساند.

## عملکرد بین‌المللی

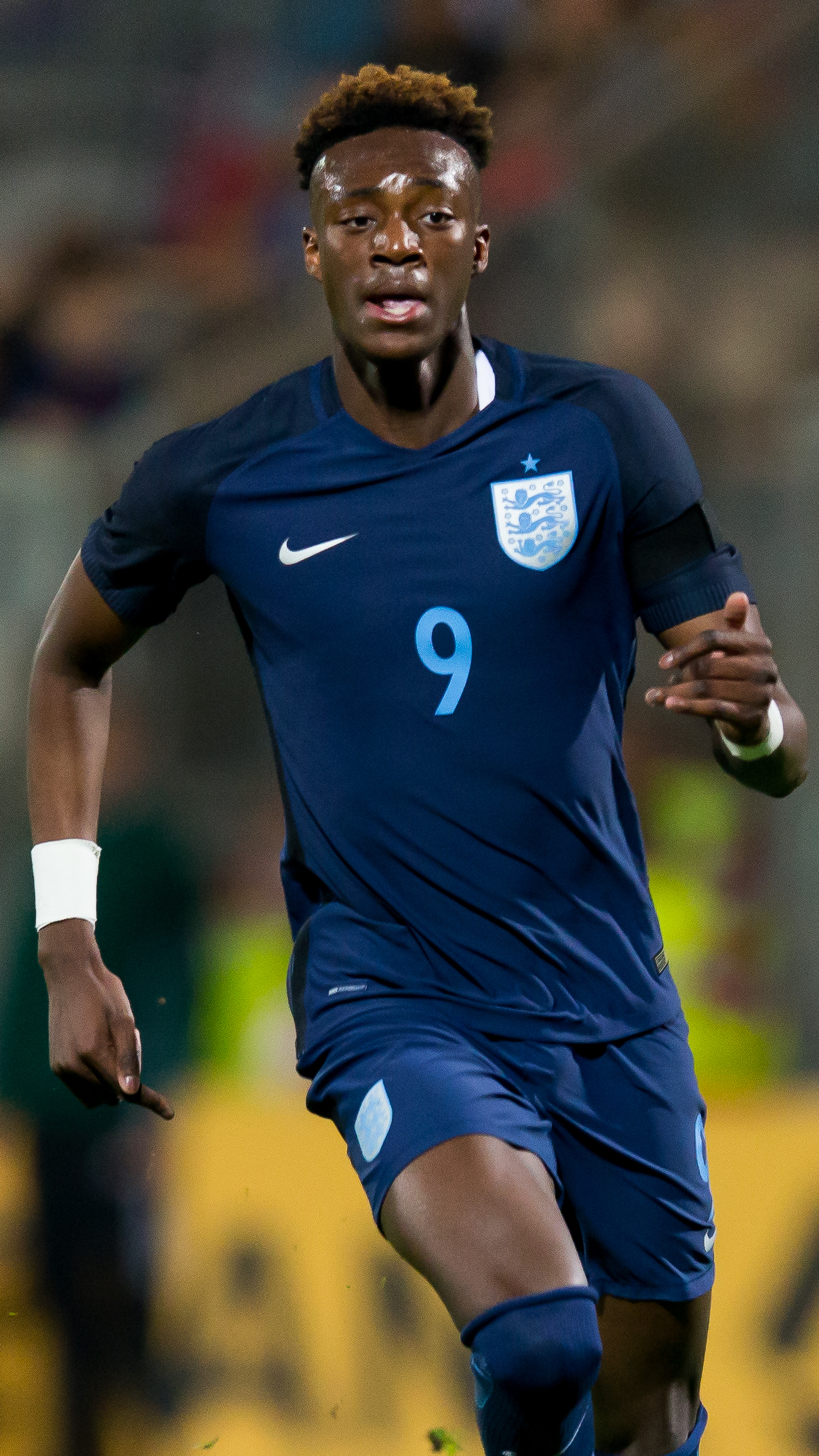
کوین اوگنتگا تمرتئبی باکومو آبراهام در سال 2017

ابراهام قبل از دریافت اولین دعوت رقابتی خود برای تیم ارشد انگلیس در اکتبر ۲۰۱۹، واجد شرایط حضور در نیجریه از طریق نسب پدری خود بود و از طرف فدراسیون فوتبال نیجریه دعوت شد. پدر ابراهام با دوستان نزدیک با رئیس فدراسیون فوتبال نیجریه، آماجو پینیک است و در ۲۱ سپتامبر ۲۰۱۷، پینیک ادعا کرد که ابراهام بیعت خود را با نیجریه تغییر داده‌است. ابراهام در همان روز بیانیه ای را تکذیب کرد و تأیید مجدد در دسترس بودن وی برای انتخاب انگلیس اعلام کرد. پس از دریافت اولین فراخوان خود در انگلیس در نوامبر سال ۲۰۱۷، ابراهام اظهار داشت که هیچ گونه چشم‌اندازی از وی برای انتخاب بازی برای نیجریه وجود ندارد.

### دوره جوانان
ابراهام در سطح زیر ۱۸ سال و زیر ۱۹ سال نماینده انگلیس بوده‌است. او در مارس ۲۰۱۵ اولین گل‌های خود را در گروه سنی برای انگلیس به ثمر رساند، در حالی که انگلیس زیر ۱۸سال با نتیجه ۶ بر ۱ سوئیس را شکست داد. بعداً در همان سال، در حالی که نماینده تیم زیر۱۹ در یک بازی دوستانه مقابل ژاپن بود، ابراهام و هم تیمی پاتریک رابرتز با استفاده از سنگ کاغذ قیچی روی زمین بازی کردند تا تصمیم بگیرند چه کسی پنالتی را بزند. ابراهام پیروز بود اما نتیجه ضرب و شتم را از دست داد. با این حال، فقط یک دقیقه بعد، رابرتز برای گل دوم این مسابقه به ابراهام کمک کرد که در نهایت بازی با نتیجه ۵ بر ۱ به نفع انگلیس به پایان رسید.
در تاریخ ۶ ژوئیه ۲۰۱۶، ابراهام یکی از چهار بازیکن چلسی بود که در ترکیب آیدی بوتروید برای حضور در مسابقات قهرمانی اروپا در زیر ۱۹سال معرفی شد. وی در سه مسابقه از هر چهار مسابقه حضور داشت زیرا انگلیس در مرحله نیمه نهایی توسط ایتالیا حذف شد. ابراهام همچنین اولین فراخوان خود در تیم ملی زیر۲۱سال انگلیس را در ۲۹ سپتامبر ۲۰۱۶ دریافت کرد. وی اولین حضور خود را در تاریخ ۶ اکتبر برای این تیم رقم زد و در حالی که هشت دقیقه باقیمانده مقابل قزاقستان در مرحله مقدماتی مسابقات قهرمانی اروپا زیر ۲۱سال قرار گرفت، به عنوان جانشینی انتخاب شد. یک پیروزی ۱–۰ که باعث پیشرفت صعود کشور به مسابقات شد. او اولین بازی خود را برای زیر ۲۱سال در بازی مرحله گروهی برابر بوسنی و هرزگوین انجام داد و دو بار در پیروزی ۵–۰ برای انگلیس گل زد.
سال بعد، وی برای حضور در مسابقات قهرمانی زیر ۲۱ سال اروپا یوفا در لهستان در تیم ملی انگلیس معرفی شد. او اولین و تنها گل خود برای مسابقات را در نیمه نهایی مقابل آلمان به ثمر رساند. انگلیس در نهایت پس از ضربات پنالتی، این مسابقه را از دست داد که ابراهام یکی از بازیکنانی بود که پنالتی را از دست داد. در تاریخ ۱۸ مه ۲۰۱۸، با حذف شدن از تیم ملی انگلیس برای حضور در جام جهانی ۲۰۱۸ روسیه، ابراهام برای حضور در مسابقات تولون در فرانسه که در گروهی در کنار قطر، چین و مکزیک قرار گرفته بود به زیر ۲۰ سال فراخوانده شد. در تاریخ ۲۷ مه انگلیس پیروزی ۲–۱ مقابل چین داشت که در آن ابراهام موفق به زدن گل پیروزی شد. او در مسابقه بعدی برابر مکزیک حضور نداشت اما در پیروزی ۴–۰ برابر قطر بازگشت که در نتیجه انگلیس در مرحله نیمه نهایی جایی که مقابل اسکاتلند به تساوی کشیده شد، به پیروزی ۴–۰ رسید. ابراهام فقط به عنوان جانشین اواخر مورد استفاده قرار گرفت زیرا انگلیس اسکاتلند را شکست داد اما در فینال جایی که با مکزیک ملاقات کرد انتخاب شد. او در نیمه دوم موفق به نجات دادن دروازه خودی شد و در نیمه دوم به بازی آمد، اما به انگلیس کمک کرد تا با پیروزی ۲–۱، سومین عنوان قهرمانی پیاپی خود را کسب کند.
در تاریخ ۲۷ مه ۲۰۱۹، آبراهام برای حضور در مسابقات قهرمانی زیر ۲۱ سال اروپا یوفا ۲۰۱۹ در ترکیب ۲۳ نفره انگلیس قرار گرفت.

#### دوره بزرگسالان
در تاریخ ۲ نوامبر ۲۰۱۷، ابراهام یکی از سه بازیکن بدون تجربه بود که برای دیدار دوستانه مقابل آلمان و برزیل به تیم ارشد انگلیس دعوت شد. او در تاریخ ۱۰ نوامبر اولین بازی خود را مقابل تیم سابقش انجام داد که با یک تساوی ۰–۰ در ورزشگاه ومبلی شروع شد. در اکتبر سال ۲۰۱۹، وی گفت که در مورد آینده بین‌المللی خود قاطع است، زیرا او برای نیجریه واجد شرایط است زیرا او برای تیم ارشد انگلیس بازی نداشته‌است. در اواخر همین ماه، وی برای حضور در مسابقات انتخابی یورو ۲۰۲۰ یوفا به تیم ملی انگلیس دعوت شد.
در ۱۱ اکتبر ابراهام اولین حضور خود را برای انگلیس در برابر جمهوری چک به وجود آورد و به عنوان جانشین ظاهر شد و در این روند خود را به انگلیس متعهد کرد. آبراهام در ۱۴ نوامبر ۲۰۱۹ با نتیجه ۷–۰ مقابل مونته‌نگرو در مرحله مقدماتی یورو ۲۰۲۰ اولین گل خود را برای انگلیس به ثمر رساند.

## آمار ملی

### بازی‌های ملی
تا تاریخ ۱۱ ژوئن ۲۰۲۲
| انگلستان | انگلستان | انگلستان | انگلستان |
| سال      | بازی     | گل       | پاس گل   |
| -------- | -------- | -------- | -------- |
| ۲۰۱۷     | ۲        | ۰        | ۰        |
| ۲۰۱۹     | ۲        | ۱        | ۰        |
| ۲۰۲۰     | ۲        | ۰        | ۰        |
| ۲۰۲۱     | ۴        | ۲        | ۱        |
| ۲۰۲۲     | ۱        | ۰        | ۰        |
| مجموع    | ۱۱       | ۳        | ۱        |

### گل‌های ملی
| شماره | تاریخ          | میزبان        | بازی ملی | حریف       | نتیجه | رقابت                         |
| ----- | -------------- | ------------- | -------- | ---------- | ----- | ----------------------------- |
| ۱     | ۱۴ نوامبر ۲۰۱۹ | لندن          | ۴        | مونته‌نگرو  | ۷–۰   | مقدماتی جام ملت‌های اروپا ۲۰۲۰ |
| ۲     | ۹ اکتبر ۲۰۲۱   | آندورا لا ولا | ۷        | آندورا     | ۵–۰   | مقدماتی جام جهانی ۲۰۲۲        |
| ۳     | ۱۵ نوامبر ۲۰۲۱ | سرواله        | ۱۰       | سان مارینو | ۱۰–۰  | مقدماتی جام جهانی ۲۰۲۲        |

## زندگی شخصی
آبراهام در کامبرول، لندن متولد شد. تامی آبراهام بیش از هفت سال است که با نامزد خود لئا مونرو زندگی می‌کند. 
در ژانویه سال ۲۰۱۷، ابراهام در حالی که در شهر بریستول بود در یک تصادف وسیله نقلیه درگیر شد. در زمان حادثه گفته شد که وی بدون مجوز یا بیمه رانندگی کرده و در نتیجه به دادگاه احضار شده‌است. وی بعداً مجوز خود را گرفت و با گذراندن آزمون در مارس همان سال عفو شد.